# Hồ Maracaibo

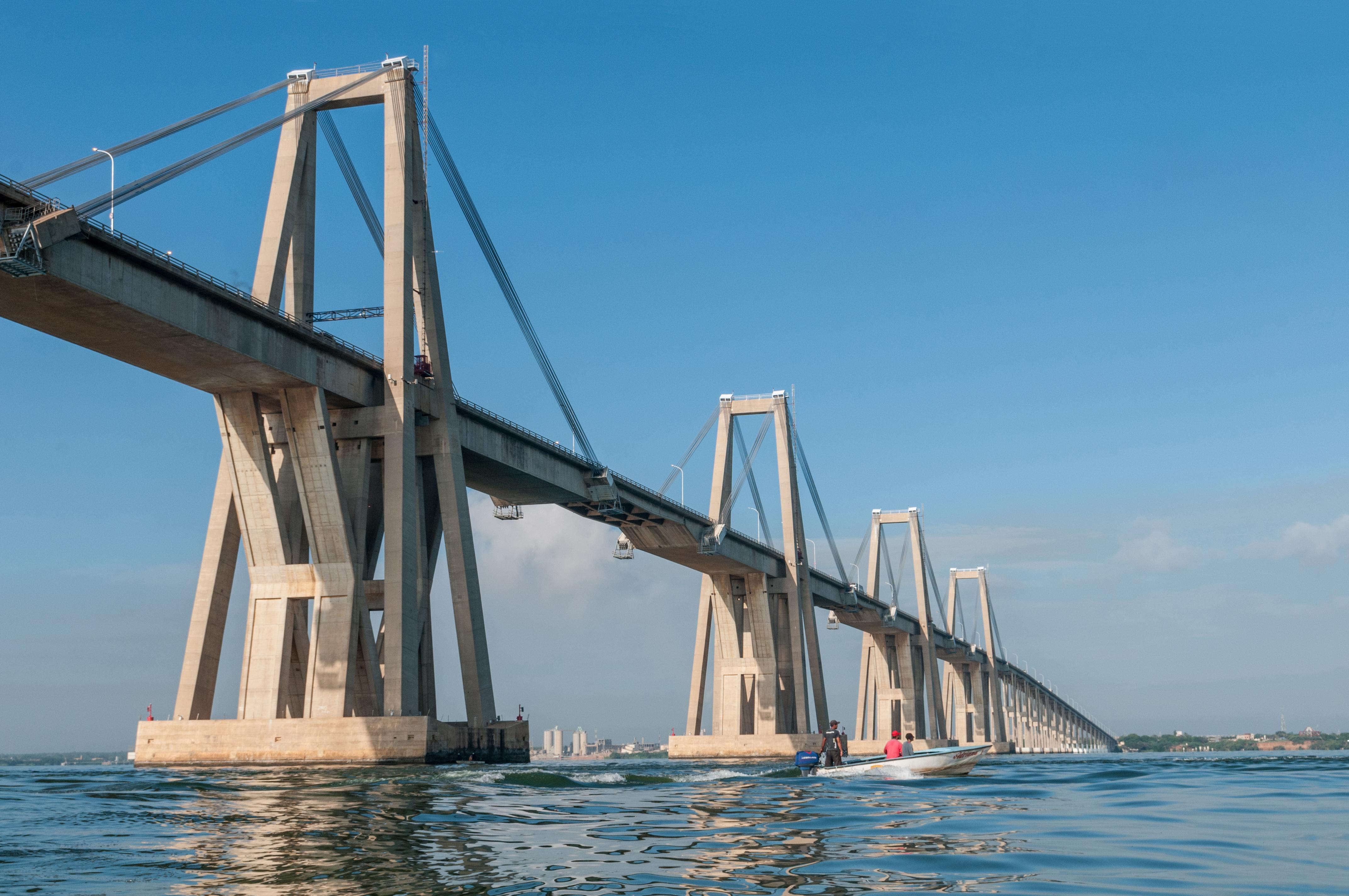
Cầu General Rafael Urdaneta dài 8,7 km bắc ngang hồ. Cầu mang tên Đại tướng Rafael Urdaneta, cựu tổng thống Đại Colombia

Hồ Maracaibo (tiếng Tây Ban Nha: Lago de Maracaibo) là một vịnh nước lợ  lớn ở tây bắc Venezuela, chảy qua thành phố Maracaibo trước khi đổ ra biển Caribe. Nó được kết nối với vịnh Venezuela bởi eo biển Tablazo (55 km) ở cuối phía bắc, và được cung cấp nước bởi nhiều con sông, lớn nhất là sông Catatumbo. Nó đôi khi được coi là một hồ nước hơn là một vịnh hoặc đầm phá, và với diện tích 13.210 km² nó là hồ lớn nhất ở Nam Mỹ. Các ghi chép địa chất cho thấy rằng nó đã từng là một hồ nước thật sự trong quá khứ, và như vậy là một trong những hồ lâu đời nhất trên Trái Đất với độ tuổi 20-36.000.000 tuổi.
Đây là nơi bị sét đánh nhiều nhất thế giới, trung bình mỗi km² của hồ phải nhận 250 cú sét đánh mỗi năm.
Nguyên nhân là vì hồ nằm trong một nhánh của dãy Andes nên ba mặt được bao bọc bởi núi cao. Trong ngày, Mặt Trời làm bốc hơi nước từ hồ và các vùng đất ẩm ướt xung quanh. Đêm đến, gió mậu dịch từ biển thổi vào đẩy khối không khí ấm này trộn lẫn với không khí lạnh từ núi tràn xuống. Sự trộn lẫn này tạo ra các cột khói cao tới 12 km.
Trong các cột khói này, những giọt nước trong không khí ẩm bốc lên từ hồ va chạm với các tinh thể băng trong không khí lạnh tràn từ núi cao xuống và tạo ra tĩnh điện. Sét đánh xuống hồ chính là sự phóng điện tĩnh theo hình zig-zag xuống mặt đất hoặc phóng điện giữa các đám mây với nhau. Tiếng sấm nghe thấy chính là sóng xung kích âm thanh được tạo ra do nhiệt độ rất cao của sét (có thể cao gấp 3 lần nhiệt độ bề mặt Mặt Trời) làm các lớp không khí xung quanh tia sét đột ngột bị nén lại. Đi kèm với sấm sét là mưa lớn và mưa đá.
Sét ở hồ Maracaibo rất sáng, tới mức có thể nhìn rõ từ khoảng cách 400 km. Các thủy thủ cũng lợi dụng ánh sáng này để định hướng trong đêm tối. Các màu sắc khác nhau của sét quan sát được có thể giải thích là do ánh sáng trắng bị hấp thụ một phần hay nhiễu xạ khi đi qua các lớp bụi và hơi ẩm. Tuy nhiên nếu ở quá xa hồ cũng sẽ chỉ thấy sét mà không nghe thấy tiếng sấm, do âm thanh bị môi trường hấp thụ hết.